# Pyrenäenfrosch
Der Pyrenäenfrosch (Rana pyrenaica) ist eine südwesteuropäische Amphibienart aus der Gattung der Echten Frösche, die 1993 erstbeschrieben wurde. Bis dahin waren die Tiere nicht von anderen Braunfröschen, namentlich dem Grasfrosch, unterschieden worden. Das Verbreitungsgebiet der Art ist auf eine sehr kleine Region in den Pyrenäen beschränkt.

## Merkmale
Der Pyrenäenfrosch erreicht eine Körperlänge von etwa 45 bis 50 mm, wobei die Männchen eine Maximallänge von etwa 46 und die Weibchen von etwa 51 mm haben. Die Grundfärbung des Rückens und der Flanken ist olivgrau und creme-weiß mit undeutlichen dunklen Flecken, wobei individuell eine Zeichnung in Form eines umgekehrten „V“ vorhanden sein kann. Auch rotbraune Exemplare kommen vor. Die Bauchseite ist hell mit einer rosa-grauen Fläche unterhalb der Kehle. Die Bauchfarbe variiert saisonal von gelblich im Frühjahr bis bläulich im Sommer; während der Laichzeit sind zudem die Unterseiten der relativ langen Hinterbeine rot gefärbt. Die Haut des Körpers ist glatt und warzenlos.
Der Kopf ist breiter als lang und der Abstand zwischen den nahe am vorderen Kopfende liegenden Nasenlöchern größer als der zwischen den Augen. Die Augenfarbe ist goldgelb mit dunklen Flecken; eine dunkle Gesichtsmaske ist vorhanden, aber nur undeutlich erkennbar. Das äußere Trommelfell ist nur klein und unscheinbar ausgebildet.

## Verbreitung und Lebensraum
Das Verbreitungsgebiet des Pyrenäenfrosches beschränkt sich auf ein sehr kleines Areal in den Pyrenäen an der Grenze zwischen Frankreich und Spanien. Dieses liegt zwischen Ordesa in der spanischen Provinz Huesca und dem Roncal-Tal in Navarra.
Die einzelnen Populationen sind voneinander getrennt und leben in Höhen von 800 bis 1800 Metern. Sie beschränken sich auf Lebensräume mit Fließgewässern, während sie in Seen oder Teichen nicht anzutreffen sind. Bevorzugt werden kalte, sauerstoffreiche Gewässer mit steinigem Grund und geringer Vegetationsdichte.

## Lebensweise

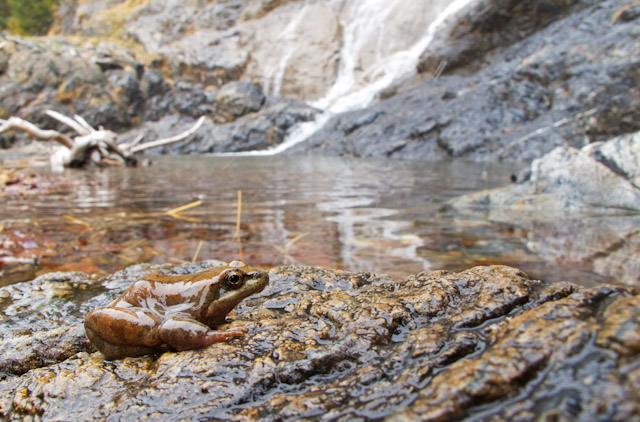
Rana pyrenaica (weibl.) am Laichgewässer

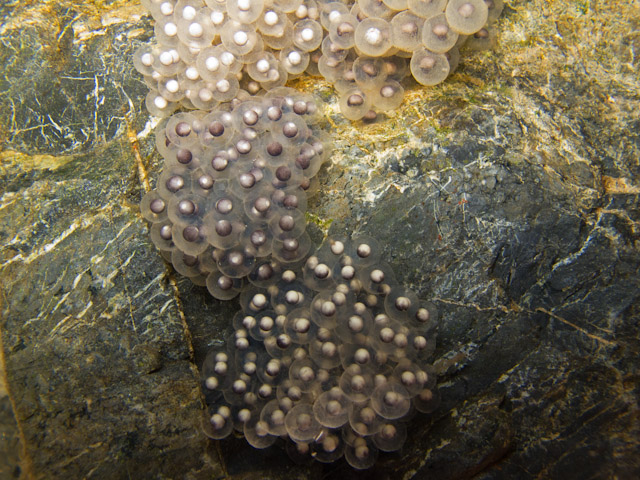
Laich unter Stein im Wasser

Die Frösche sind tagaktiv, wobei die Hauptaktivitätszeiten von Februar bis Juli reichen und stark von den Temperaturen abhängen. Diese liegen während der aktiven Phasen zwischen 3,7 und 20,3 °C. Während Jungtiere vor allem im Uferbereich leben, befinden sich die adulten Frösche weitestgehend im Gewässer.
Die Laichphase beginnt mit der Schneeschmelze im Februar bis April. In dieser Zeit rufen die Männchen mit einem leisen und nicht weit hörbaren Grunzen. Die Weibchen legen bis zu 150 Eier in mehreren Eipaketen unter Steine oder in andere Gewässerstrukturen; die Eier treiben aufgrund ihres spezifische Gewichts nicht an die Oberfläche. Sie haben einen Durchmesser von etwa 3,2 mm und bestehen aus einer durchsichtigen, gelatinösen Masse, in der die dunklen Embryonen sichtbar sind. Die schlüpfenden Kaulquappen haben eine Länge von etwa 10,6 mm.

## Gefährdung
Der Pyrenäenfrosch wird in der Roten Liste gefährdeter Arten der IUCN als stark gefährdet („Endangered“) eingestuft, weil er über ein sehr kleines Verbreitungsgebiet von nur etwa 2400 km² verfügt, das zudem stark fragmentiert ist. Regional sind die Bestände abnehmend und in einigen Gebieten Huescas ist der Frosch bereits ausgestorben. Zu den Gefährdungsursachen zählen künstlicher Fischbesatz sowie die Verschmutzung und Zerstörung der Gewässerhabitate.

## Belege
1. ↑  Rana pyrenaica in der Roten Liste gefährdeter Arten der IUCN 2007. Eingestellt von: J. Bosch, M. Tejedo, C. Miaud, I. Martínez-Solano, A. Salvador, M. García-París, E. Recuero Gil, R. Marquez, C. Diaz Panigua, P. Geniez,, 2006. Abgerufen am 29. Juni 2008.